# La noia (chanson)
Chanson représentant l'Italie au Concours Eurovision de la chanson
Due vite
(2023)
La noia (L'Ennui) est une chanson de Angelina Mango qui représente l'Italie au Concours Eurovision de la chanson 2024. Elle sort le 7 février 2024, dans le cadre de sa participation au Festival de Sanremo 2024, qu'elle remporte. 
Elle est intégralement interprétée en italien.

## Composition
La chanson a été écrite par Angelina Mango elle-même avec Madame, et produite par Dardust (en). La chanteuse confirme s'être inspirée de rythmes de cumbia:
« 
J'ai rencontré Madame et Dardust humainement, avant même que l'on se rencontre artistiquement, et cela nous a aidés à trouver la ligne de la chanson: quand j'ai entendu la maquette, je me suis dit que cela conviendrait pour Sanremo. L'idée de la cumbia est venue en discutant avec eux, c'est ma façon d'affronter la vie. [...]
[La chanson est née d'] une réflexion sur le temps. L'ennui est vu comme une chose négative, mais en réalité c'est le temps que tu associes à toi-même, ça te permet de te découvrir. Entre une vie de hauts et de bas et une vie d'ennui, je choisirai toujours une vie de hauts et de bas, mais je me laisserai toujours du temps pour l'ennui [aussi].
 »
— Angelina Mango

## Concours Eurovision de la chanson

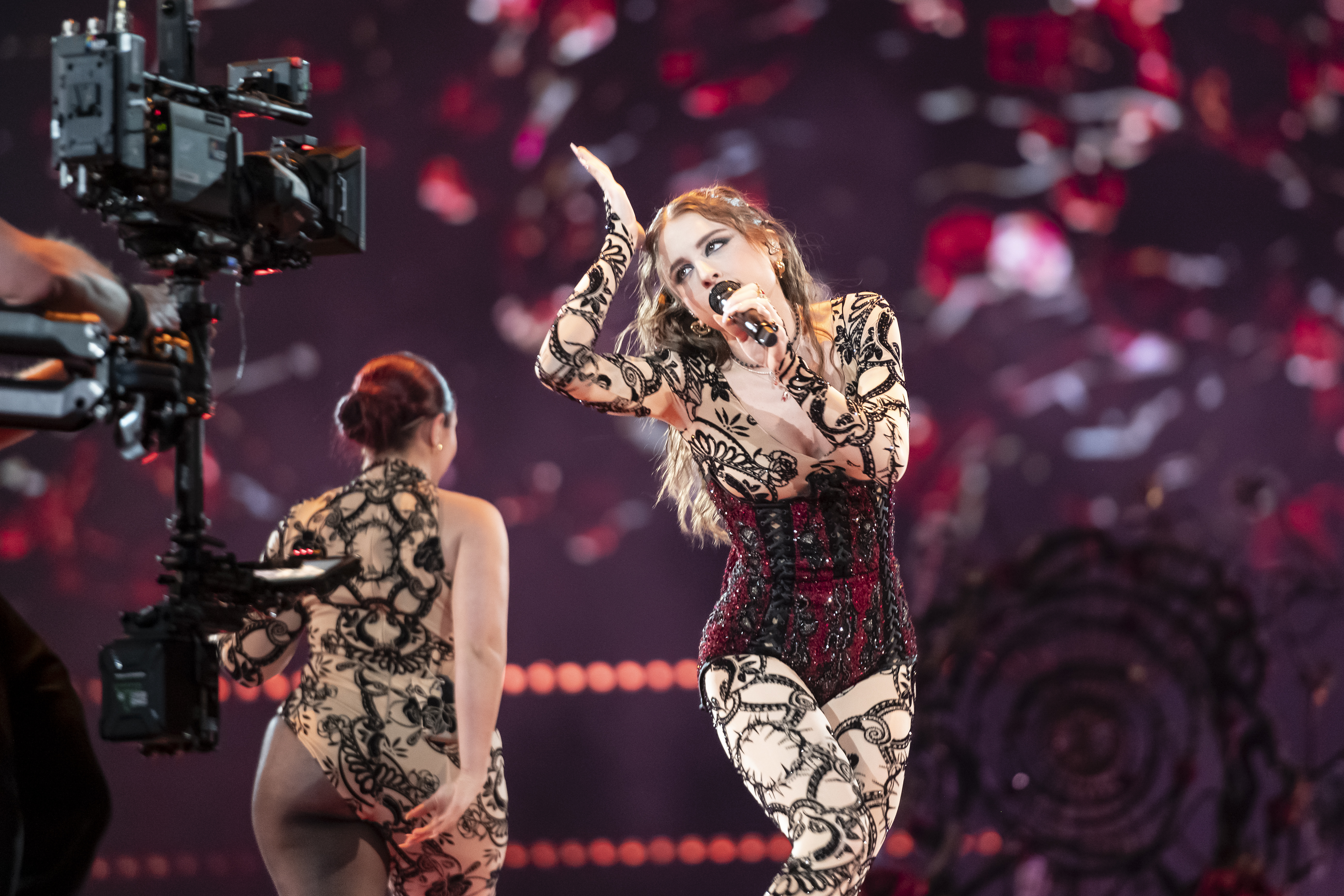
Angelina Mango – ”La noia”.

### Festival de Sanremo
La chanson est présentée en direct au 74e Festival de Sanremo, et sort donc le 7 février 2024. Faisant partie des favorites pour l'emporter, elle finit effectivement par l'emporter lors de la soirée finale, le 10 février.

### À l'Eurovision
Le lendemain de sa victoire, Angelina Mango confirme son intention de participer au Concours Eurovision de la chanson 2024. Elle devient donc la première femme soliste à représenter le  pays depuis Francesca Michielin, en 2016 et est également une des trois seules gagnantes du San Remo à représenter son pays à l'Eurovision avec la chanson lauréate du San Remo, les autres étant Gigliola Cinquetti en 1964 avec Non ho l'età et Franca Raimondi en 1956 avec Aprite le finestre.
En tant que représentante d'un pays membre du Big Five, La noia est qualifiée d'office pour la finale. Elle termine à la 7e place en recueillant 268 points.